# Tyrrell 010
La Tyrrell 010 fu una vettura di Formula 1 che esordì nella stagione 1980 e corse anche in quella seguente. Spinta da un tradizionale motore Ford Cosworth DFV, adottava un cambio Hewland FGA 400 e fu concepita in monoscocca d'alluminio da Maurice Philippe.

## Le stagioni
La Tyrrell 010 fece il suo esordio con Jean-Pierre Jarier e Derek Daly nel Gran Premio del Sud Africa 1980, terzo GP della stagione. Nel corso della stagione conquistò un quarto posto con Daly nel Gran Premio di Gran Bretagna e tre quinti posti, tutti con Jarier, per un totale di 9 punti. Negli ultimi due Gran Premi della stagione una terza vettura fu affidata a Mike Thackwell, consentendo così al neozelandese di diventare il più giovane pilota ad aver mai preso il via in un gran premio di Formula 1, in Canada, a 19 anni, 5 mesi e 29 giorni.
La 010 continuò ad essere utilizzata nella stagione 1981 con Eddie Cheever e Kevin Cogan al volante, quest'ultimo solo per l'inaugurale Gran Premio degli Stati Uniti d'America-Ovest. Per i due successivi Gran Premi sudamericani Cogan venne sostituito dall'argentino Ricardo Zunino, che a sua volta venne sostituito dal debuttante Michele Alboreto per il resto della stagione. Eddie Cheever fu quarto nel Gran Premio di Gran Bretagna, quinto a Long Beach e Monaco e sesto in Belgio.
La 010 venne sostituita dalla Tyrrell 011 a partire dal Gran Premio di Germania e, dopo due Gran Premi, venne sostituita definitivamente quando al Gran Premio d'Olanda anche Alboreto guidò la nuova vettura. La Tyrrell 010 fu la prima vettura Tyrrell a partire dalla 004, impiegata per tre gare tra il 1972 e il 1974, a non ottenere un piazzamento a podio e le stagioni 1980 e 1981 furono le prime per il team Tyrrell senza avere ottenuto un podio da costruttore, ad esclusione della stagione 1970.

## Risultati completi
| Anno | Team               | Motore            | Gomme | Piloti    |  |  |   |     |   |     |    |   |    |     |     |     |     |     | Punti | Pos. |
| ---- | ------------------ | ----------------- | ----- | --------- |  |  | - | --- | - | --- | -- | - | -- | --- | --- | --- | --- | --- | ----- | ---- |
| 1980 | Candy Team Tyrrell | Ford Cosworth DFV | G     | Jarier    |  |  | 7 | Rit | 5 | Rit | 14 | 5 | 15 | Rit | 5   | 13  | 7   | NC  | 12    | 6º   |
| 1980 | Candy Team Tyrrell | Ford Cosworth DFV | G     | Daly      |  |  |   | 8   | 9 | Rit | 11 | 4 | 10 | Rit | Rit | Rit | Rit | Rit | 12    | 6º   |
| 1980 | Candy Team Tyrrell | Ford Cosworth DFV | G     | Thackwell |  |  |   |     |   |     |    |   |    |     |     |     | Rit | NQ  | 12    | 6º   |

| Anno | Team                | Motore            | Gomme | Piloti   |    |    |     |     |    |     |    |    |     |    |     |  |  |  |  | Punti | Pos. |
| ---- | ------------------- | ----------------- | ----- | -------- | -- | -- | --- | --- | -- | --- | -- | -- | --- | -- | --- |  |  |  |  | ----- | ---- |
| 1981 | Tyrrell Racing Team | Ford Cosworth DFV | M A   | Cheever  | 5  | NC | Rit | Rit | 6  | 5   | NC | 13 | 4   |    |     |  |  |  |  | 10    | 10º  |
| 1981 | Tyrrell Racing Team | Ford Cosworth DFV | M A   | Cogan    | NQ |    |     |     |    |     |    |    |     |    |     |  |  |  |  | 10    | 10º  |
| 1981 | Tyrrell Racing Team | Ford Cosworth DFV | M A   | Zunino   |    | 13 | 13  |     |    |     |    |    |     |    |     |  |  |  |  | 10    | 10º  |
| 1981 | Tyrrell Racing Team | Ford Cosworth DFV | M A   | Alboreto |    |    |     | Rit | 12 | Rit | NQ | 16 | Rit | NQ | Rit |  |  |  |  | 10    | 10º  |

| Legenda | 1º posto     | 2º posto | 3º posto    | A punti         | Senza punti/Non class.  | Grassetto – Pole position Corsivo – Giro più veloce |
| Legenda | Squalificato | Ritirato | Non partito | Non qualificato | Solo prove/Terzo pilota | Grassetto – Pole position Corsivo – Giro più veloce |